# مالاتيستا دا فيروكيو
فيروكيو دا مالاتيستا (1212 - 1312) مؤسس حكم آل مالاتيستا في مدينة ريميني الإيطالية. ولد في فيروكيو. ابن مالاتيستا بانابيلي بودستا بانابيلي بين عامي 1239 و1249.
سجل الشاعر الإيطالي دانتي مأساة ابنه البكر جيوفاني مالاتيستا في ملحمته الشعرية الكوميديا الإلهية، إذ قام جيوفاني هذا سنة 1285 بقتل زوجته فرانشيسكا دا بولينتا وأخيه الأصغر باولو عندما اكتشف علاقتهما الآثمة.
خلفه في حكم ريميني ابنه الآخر مالاتيستينو.